# 555 California Street
Il 555 California Street, conosciuto in passato come Bank of America Center, è un grattacielo ad uso uffici situato nel quartiere Financial District della città statunitense di San Francisco, di proprietà della Vornado Realty Trust e della Trump Organization. 
È al 2017 il quarto grattacielo più alto della città, ed è stato il più alto tra il 1969 e il 1972, prima di essere superato dalla Transamerica Pyramid.

## Storia
Il grattacielo, progettato dagli studi Skidmore, Owings and Merrill e Wurster, Bernardi and Emmons, con la consulenza anche dell'architetto Pietro Belluschi, venne completato nel 1969 e aperto con il nome di Bank of America Center, in quanto sede principale della Bank of America. Nel 1998, in seguito alla fusione tra la Bank of America e la NationsBank, la sede centrale venne spostata nel Bank of America Corporate Center di Charlotte, nella Carolina del Nord.
All'apertura, superò il 44 Montgomery come grattacielo più alto a ovest di Dallas.
Nel 2005 la proprietà venne acquistata dalla Hudson Waterfront Associates ad un costo di 1 miliardo e il nome fu modificato da Bank of America Center nell'attuale 555 California Street. Nel marzo 2007, il 70% della struttura venne acquistato dalla compagnia immobiliare Vornado Realty Trust, il restante 30% rimase invece nelle mani della Trump Organization.